# (33682) Waylonreid
(33682) Waylonreid est un astéroïde de la ceinture principale.

## Description
(33682) Waylonreid est un astéroïde de la ceinture principale. Il fut découvert le 13 mai 1999 à Socorro (Nouveau-Mexique) par le projet LINEAR. Il présente une orbite caractérisée par un demi-grand axe de 2,61 UA, une excentricité de 0,02 et une inclinaison de 2,4° par rapport à l'écliptique.